# Le Tronc
Pour plus de détails, voir Fiche technique et Distribution.
Le Tronc est un film français réalisé par Bernard Faroux et Karl Zéro, sorti en 1993.

## Synopsis
Il est tiré d'un réel fait divers appelé « l'affaire Weber » qui raconte l'histoire de Simone Weber (Monique Zimmer dans le film), accusée d'avoir assassiné son amant Oscar Foulard et l'avoir découpé à la meuleuse à béton pour mettre son tronc dans une valise. Le film raconte les mésaventures d'un tronc qui s'accroche à la vie (par la voix de Jean-Luc Reichmann) et pense toujours à forniquer malgré son état.

## Fiche technique
- Titre  original : Le Tronc
- Réalisateurs : Bernard Faroux et Karl Zéro, assisté de Christian Merret-Palmair
- Scénariste : Karl Zéro
- Société de production :  Canal+
- Producteur : Patricia Allart et Jean-Claude Fleury
- Montage :  Nicole Saunier
- Création des costumes : Rosine Lan
- Ingénieur du son : Stéphane Brunclair	et Laurent Zeilig
- Budget : 15 millions de francs[1]
- Chef coiffeur : Laurent Caille
- Musique du film :  Alexandre Desplat
- Directeur de la photographie : Stéphane Le Parc
- Langue : français
- Genre : comédie
- Durée : 1 h 20
- Date de sortie :
  - France : 8 septembre 1993

## Distribution
- Jean-Luc Reichmann : La voix du tronc  (Oscar Foulard)
- Rose Thiéry : Monique Zimmer
- Jean-Pol Dubois : Le juge Noll
- Yvon Back : Président Monpouvoir
- Alexis Nitzer : Président du tribunal
- Jacques Rosny : Avocat de la défense
- Miglen Mirtchev : Smurky Luto
- Stéphane Bignon : Laurent
- Gilles Arbona : Procureur général
- André Julien : Papa Pupier
- Annie Legrand
- Paul Vally
- André Thorent : Colonel
- Kathy Kriegel : Sylvie
- Yves Le Moign'
- Albert Algoud : Monsieur Maurice
- Fabienne Chaudat : La bonne sœur
- Murray Gronwall
- Mady Malroux
- Monette Malroux
- Jürgen Zwingel
- Cédric Dumond : Le travesti camé
- Mathias Jung
- Alain Aithnard
- Lova Moor
- Gilbert Bahon
- Guillaume Barbier
- François Berland
- Bernard Bijaoui
- Cécile Chaduteau
- Dominique Compagnon
- Daisy d'Errata
- Renée Duncan
- José Garcia
- Luc Gentil
- Jean-Marie Laurens
- Jean-Claude Mino
- Marianne Nizan
- David Reybier
- Ghislaine Tortereau
- Michèle Tollemer
- Karl Zéro	: Marguerite Duras / Jean-Luc Godard
- Yves Lecoq et Jean-Éric Bielle	: Voix additionnelles (Imitations de Jean-Pierre Foucault et Patrick Sabatier pour Lecoq et Laurent Fabius et Joseph Merrick d'après l'imitation de Valéry Giscard d'Estaing pour Bielle)